# Ptilodactyla angustata
Ptilodactyla angustata är en skalbaggsart som beskrevs av Horn 1880. Ptilodactyla angustata ingår i släktet Ptilodactyla och familjen Ptilodactylidae. Inga underarter finns listade i Catalogue of Life.